# 光明力量III
《光明力量III》是一款由Camelot在世嘉土星上设计和制作，世嘉于1997年首发的策略角色扮演游戏。本游戏是光明与黑暗系列的一个作品。游戏由三个独立却又交叠的剧本组成。本游戏三个剧本在日本地区全部发行，在北美和欧洲地区只发行了第一个剧本。
本游戏日本地区版本情节共有3个剧本组成：《王都的巨神》、《被狙击的神之子》和《冰壁的邪神宫》。
本游戏在日本地区获得成功。